# Bazille műterme
A Bazille műterme (L'Atelier de Bazille) Jean Frédéric Bazille francia festő alkotása, amely a párizsi Musée d’Orsay gyűjteményének része.
Bazille 1862-ben költözött szülővárosából, Montpellier-ből Párizsba, hogy orvosi tanulmányokat végezzen. Miközben egyetemre járt, gyakran felkereste Charles Gleyre műtermét, ahol összebarátkozott a későbbi impresszionista alkotók egy részével, és eljárt velük szabad téri festéseikre. Barátai, Pierre-Auguste Renoir, Claude Monet és Alfred Sisley osztották Édouard Manet iránti csodálatát.
A Bazille műterme ebbe a baráti körbe enged intim bepillantást. A kompozíció helyszíne Bazille és Renoir közös műterme a párizsi rue de la Condamine-ban, amelyet 1868 január 1. és 1870. március 15. között béreltek. Bazille a festmény közepén, kezében palettával álló alak. Egy apjának címzett levelében azt írta, hogy Manet festette a képbe. Manet maga kalapban áll, és a festőállványra helyezett vásznat nézi, a zongoránál Bazille barátja, Edmond Maître francia zenész ül, felette Monet egyik csendélete lóg a falon, amelyet a tehetős Bazille vett meg, hogy barátja anyagi helyzetén javítson.
A másik három alak csak valószínűsíthetően azonosítható: Monet, Renoir és esetleg Zacharie Astruc francia festő, szobrász és költő. A műteremben több olyan kép is látható, amelyet az éves párizsi szépművészeti kiállítás (Salon) bírálói visszautasítottak: az Öltözés a kanapé felett, a Halász hálóval a bal felső sarokban és Renoir tájképe az ablaktól jobbra. Mindez Bazille kritikája az akadémia felé.
Jean Frédéric Bazille 1870-ben elesett a porosz–francia háborúban, képei családjára maradtak. Fivérétől, Marc Bazille-tól 1924-ben került a francia államhoz a festmény, amely 1925 és 1931 között a Musée du Luxembourg gyűjteményének rész volt, majd a Louvre-ba került. 1986 óta a Musée d’Orsay-ban látható.